# Monte Abbott (Canadá)

O monte Abbott é uma montanha que faz parte das Montanhas Rochosas. Está localizado na Colúmbia Britânica, no Canadá, tem 2465 m de altitude e 45 m de proeminência topográfica. Faz parte das montanhas Selkirk.